# LinDa Saphan
Linda Saphan (Nom Pen, Camboya, 1975), conocida con la grafía LinDa Saphan, es una artista y antropóloga social camboyana. Nacida en Phnom Penh, creció en Canadá y se graduó en Francia. Apoyó a mujeres artistas de Camboya, coorganizando en 2005 el primer festival Visual Arts Open de artistas camboyanos. Es profesora asistente de sociología en la Universidad de París X Nanterre.

## Biografía
Nacida en Phnom Penh en 1975, Saphan y su madre huyeron a Canadá en 1982 para escapar de los Jemeres rojos. Criada en Montreal, se sintió una extraña siendo la única estudiante asiática y protestante en la escuela secundaria a la que asistía.
Obtuvo el Diploma de Estudios Avanzados en el Escuela Normal de París y se licenció en sociología en la Universidad de la Sorbona, donde también obtuvo su grado de máster. En 2007, Saphan completó sus estudios en sociología y antropología con un doctorado de la Universidad París X Nanterre. Ha trabajado como asistente del departamento de sociología del College of Mount Saint Vincent de Nueva York y en la Universidad de París X Nanterre.
Sus creaciones artísticas incluyen textiles y bordados y han formado parte de exposiciones colectivas en países como Camboya, Birmania, Kenia, Hungría, Singapur, Francia y Estados Unidos. En 2011, volvió a exponer en Phnom Penh, presentando 21 dibujos en el Centro Bophana bajo el título "Black is Black".
En 2005, junto con Sopheap Pich y Erin Gleeson, Saphan organizó el festival Visual Arts Open y una exposición de arte en la New Art Gallery en Phnom Penh, presentando 19 artistas contemporáneos. La exposición fue considerada como un punto de inflexión en la historia reciente del arte camboyano. En 2006, Saphan creó el programa Selapak Neari para inventivar el trabajo de artistas jóvenes, especialmente mujeres artistas en todo Camboya.
Mientras trabajaba en su tesis en Camboya, Saphan fue productora asociada e investigadora de la película documental del director italiano John Pirozzi, Don’t Think I’ve Forgotten: Cambodia Lost Rock and Roll. Los dos se casaron y tuvieron una hija, Sothea, en 2010. En 2015, fue una de las productoras ejecutivas de la película Three Wheels, del director Kavich Neang.